# Cobandi

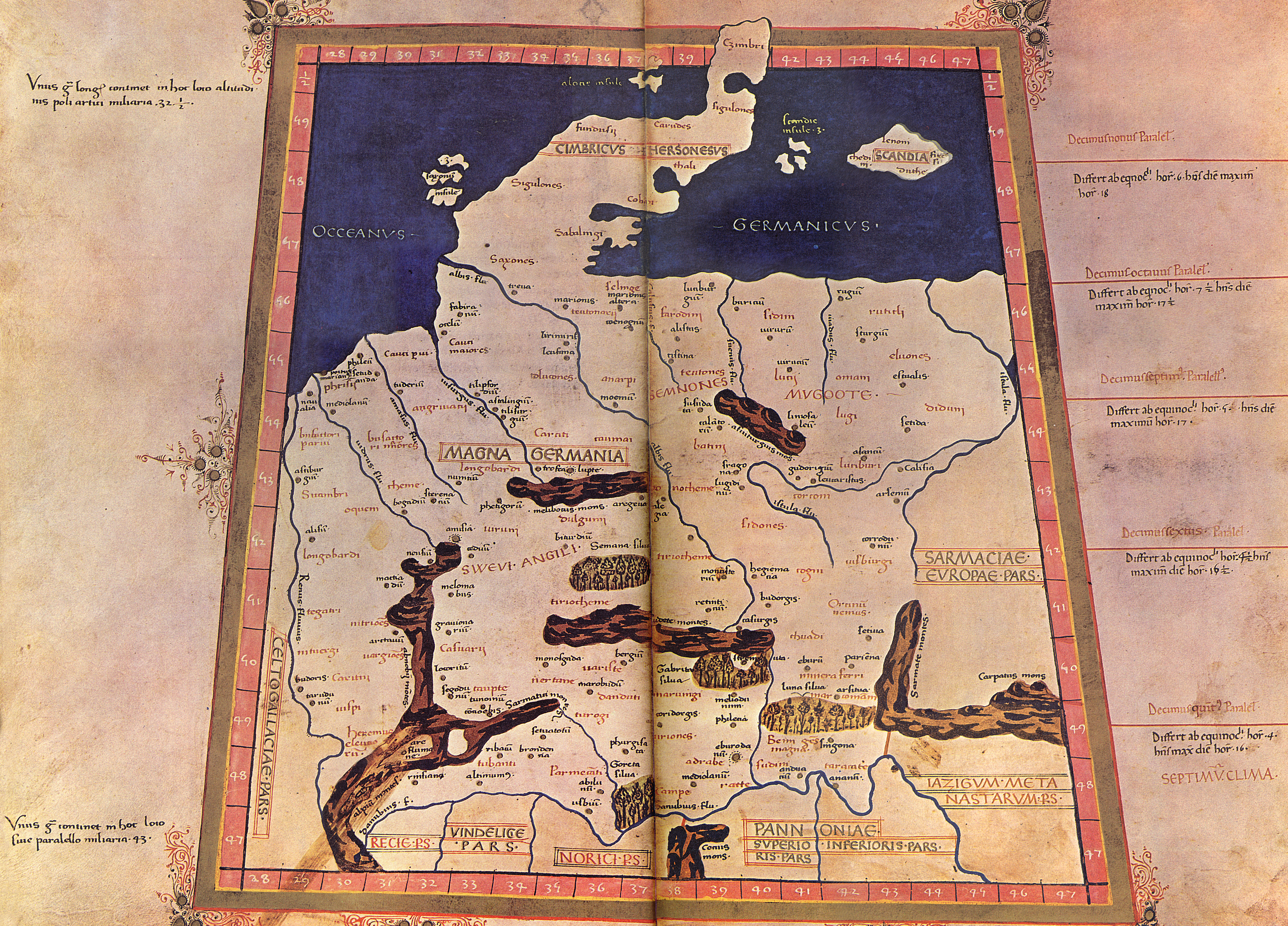
Ptolemaeus - Magna Germania, met bovenaan Jutland en de locatie van de Cobandi.

De Cobandi (Oudgrieks Kobandoi) waren een Germaans volk dat genoemd wordt in Ptolemaeus' Geographia. Volgens zijn beschrijving leefde dit volk in Jutland, ten noorden van de Sabalingi en ten zuiden van de Chali. Ook het eiland Seeland is echter een mogelijkheid.
De Cobandi kunnen eveneens verband houden met de Codanus sinus, de Latijnse benaming voor de Oostzee. In dat geval zou de naam Cobandi een verbastering van het woord Kodanoi kunnen zijn en verwijzen naar een 'Deens volk dat koeien hield'. De zee is dan genoemd naar dit volk.